# Phylocentropus ligulatus
Phylocentropus ligulatus is een fossiele soort schietmot uit de familie Dipseudopsidae.